# Światowid Łobez
Międzyzakładowy Ludowy Klub Sportowy Światowid Łobez – polski klub sportowy z siedzibą w Łobzie. W sezonie 2023/2024 występuje w klasie okręgowej (grupa zachodniopomorska I).

## Historia
Przed założeniem Światowida istniały w Łobzie następujące kluby sportowe: Gwardia (1945-1954), Traktory (1946-1948), Budowlani (1951-1953), Mechanik (1951-1953), LZS POM (1953-1958), Spójnia (1954-1958), Rega (1958-1960) oraz LZS Sparta (1960-1963).
Międzyzakładowy Klub Sportowy Światowid Łobez powstał 25 lutego 1963. Zrzeszał sekcje piłki nożnej, koszykówki, siatkówki, lekkiej atletyki i hokeja na lodzie. Wiosną 1963 piłkarze przystąpili do rozgrywek o mistrzostwo stargardzkiej grupy klasy B.
W 1964 oddano do użytku stadion przy ulicy Siewnej. W sezonie 1969/70 Światowid dotarł do 1/32 finału Pucharu Polski, w którym przegrał w rzutach karnych z Olimpią Poznań, grającą wówczas w II lidze.
W sezonie 1991/92, drużyna grała w III lidze, zajmując w niej 14 miejsce.
Obecnie Stowarzyszenie zajmuje się szkoleniem dzieci.

## Informacje ogólne
- Barwy – biało-niebieskie
- Stadion – Stadion XX-lecia w Łobzie
  - Pojemność – 2000 miejsc (2000 siedzących)
  - Oświetlenie – brak

## Klub w rozgrywkach ligowych
| Sezon   | Liga                             | Pozycja | Punkty | Bramki | Uwagi                                   |
| ------- | -------------------------------- | ------- | ------ | ------ | --------------------------------------- |
| 1998/99 | Liga okręgowa (Szczecin)         | 1       | 62     | 60-25  | awans                                   |
| 1999/00 | IV liga (Koszalin-Szczecin)      | 7       | 49     | 59-55  |                                         |
| 2000/01 | IV liga (zachodniopomorska)      | 6       | 60     | 57-38  |                                         |
| 2001/02 | IV liga (zachodniopomorska)      | 15      | 39     | 50-72  | spadek                                  |
| 2002/03 | Liga okręgowa (Szczecin I)       | 4       | 54     | 63-49  |                                         |
| 2003/04 | V liga (Szczecin)                | 9       | 36     | 45-60  |                                         |
| 2004/05 | V liga (Szczecin)                | 15      | 22     | 48-81  | spadek                                  |
| 2005/06 | Klasa okręgowa (Szczecin I)      | 13      | 33     | 45-54  |                                         |
| 2006/07 | Klasa okręgowa (Szczecin I)      | 11      | 39     | 42-44  |                                         |
| 2007/08 | Klasa okręgowa (Szczecin I)      | 15      | 27     | 36-45  |                                         |
| 2008/09 | Klasa okręgowa (Szczecin I)      | 12      | 38     | 49-53  | [ a ]                                   |
| 2009/10 | Klasa okręgowa (Szczecin I)      | 8       | 41     | 50-66  |                                         |
| 2010/11 | Klasa okręgowa (Szczecin I)      | 2       | 59     | 75-35  | awans                                   |
| 2011/12 | Liga okręgowa (Szczecin)         | 14      | 30     | 37-60  | spadek                                  |
| 2012/13 | Klasa okręgowa (Szczecin północ) | 9       | 40     | 56-75  |                                         |
| 2013/14 | Klasa okręgowa (Szczecin północ) | 8       | 44     | 66-64  |                                         |
| 2014/15 | Klasa okręgowa (Szczecin północ) | 9       | 42     | 58-55  | Drużyna wycofana z rozgrywek po sezonie |
| 2015/16 | Klasa B (Szczecin I)             | 6       | 15     | 35-84  |                                         |
| 2016/17 | Klasa B (Szczecin I)             | 1       | 48     | 73-8   |                                         |